# ماتسارينو
مَتْزَرِينو أو (نقحرة: ماتسارينو) (بالإيطالية: Mazzarino)‏ هي بلدية في مقاطعة قلعة النساء في صقلية الإيطالية.

## السكان
في سنة 1861 بلغ عدد السكان 11٬565 نسمة، وتطور العدد ليصل في سنة 2011 لـ 12٬333 نسمة.
يظهر هذا المخطط البياني تطور النمو السكاني لـ مَتْزَرِينو